# Cerro Gordo (San Lorenzo)
Cerro Gordo es un barrio ubicado en el municipio de San Lorenzo en el estado libre asociado de Puerto Rico. En el Censo de 2010 tenía una población de 5284 habitantes y una densidad poblacional de 331,2 personas por km².

## Geografía
Cerro Gordo se encuentra ubicado en las coordenadas 18°9′18″N 65°56′46″O / 18.15500, -65.94611. Según la Oficina del Censo de los Estados Unidos, Cerro Gordo tiene una superficie total de 15.95 km², de la cual 15.92 km² corresponden a tierra firme y (0.19%) 0.03 km² es agua.

## Demografía
Según el censo de 2010, había 5284 personas residiendo en Cerro Gordo. La densidad de población era de 331,2 hab./km². De los 5284 habitantes, Cerro Gordo estaba compuesto por el 78.07% blancos, el 8.99% eran afroamericanos, el 0.7% eran amerindios, el 0.02% eran asiáticos, el 8.5% eran de otras razas y el 3.73% pertenecían a dos o más razas. Del total de la población el 99.6% eran hispanos o latinos de cualquier raza.